# 조옹 (조위)
한단회왕 조옹(邯單懷王 曹邕, ? ~ 229년)은 조위의 제후왕으로, 문제의 아들이다.

## 생애
황초 2년(221년), 회남공(淮南公)에 봉해졌고, 이듬해에 회남왕에 봉해졌다. 황초 4년(223년)에 진나라로 전봉되었고, 2년 후 다시 한단나라로 전봉되었다.
태화 3년(229년)에 죽어 시호를 회라 하였다.

## 출전
- 진수, 《삼국지》 권20 위서 무문세왕공전

| 선대 (첫 봉건) | 조위의 회남왕 222년 ~ 223년 | 후대 (봉국 폐지) |

| 선대 (첫 봉건) | 조위의 진왕 223년 ~ 225년 | 후대 (6년 후) 숙부 진사왕 조식 |

| 선대 (첫 봉건) | 조위의 한단왕 225년 ~ 229년 | 후대 (2년 후) 조온 |

## 같이 보기
- 삼국지 인물 목록